# Хабик (Муреш)
Хабик (рум. Habic) насеље је у Румунији у округу Муреш у општини Петеља. Oпштина се налази на надморској висини од 445 m.

## Становништво
Према подацима из 2002. године у насељу је живело 325 становника, од којих су сви румунске националности.